# 프로레슬링 게릴라
프로레슬링 게릴라(Pro Wrestling Guerrilla, 약자 PWG)는 미국의 프로레슬링 독립단체로, 현재 북아메리카의 독립단체들 중 두번째로 높은 인지도를 지니고 있는 단체이며 WWE, TNA, RoH에 이은 미국 서열 4위 단체이다.
1년 중 가장 큰 이벤트는 배틀 오브 로스앤젤레스 토너먼트이다.

## 현재 챔피언
| PWG 월드 챔피언        | 잭 세이버 주니어      | 로데릭 스트롱             |
| PWG 월드 태그팀 챔피언 | 영 벅스(맷 & 닉 잭슨) | 앤드류 애버렛 & 트레버 리 |